# Musholm
Musholm er en ubeboet ø på 25 ha i Musholm Bugt 3 km sydvest for Reersø. Musholm er beliggende i Kirke Helsinge Sogn. Øen tilhører Kalundborg Kommune og er beliggende i Region Sjælland. Øens ejer er Mullerupgård. Højeste punkt er 9 m over havet.
Øst for øen ligger Danmarks ældste havbrug, etableret i 1979, der drives af virksomheden Musholm A/S. På øen ligger et enkelt hus, der benyttes som feriebolig for havbrugets ejere og ansatte.